# Farges (Ain)
Farges és un municipi francès situat al departament de l'Ain i a la regió d'Alvèrnia-Roine-Alps. L'any 2007 tenia 825 habitants.

## Demografia

### Població
El 2007 la població de fet de Farges era de 825 persones. Hi havia 321 famílies de les quals 71 eren unipersonals (37 homes vivint sols i 34 dones vivint soles), 102 parelles sense fills, 127 parelles amb fills i 21 famílies monoparentals amb fills.
La població ha evolucionat segons el següent gràfic:
Habitants censats

### Habitatges
El 2007 hi havia 367 habitatges, 324 eren l'habitatge principal de la família, 22 eren segones residències i 21 estaven desocupats. 318 eren cases i 37 eren apartaments. Dels 324 habitatges principals, 234 estaven ocupats pels seus propietaris, 81 estaven llogats i ocupats pels llogaters i 8 estaven cedits a títol gratuït; 15 tenien una cambra, 15 en tenien dues, 44 en tenien tres, 67 en tenien quatre i 182 en tenien cinc o més. 277 habitatges disposaven pel capbaix d'una plaça de pàrquing. A 120 habitatges hi havia un automòbil i a 188 n'hi havia dos o més.

### Piràmide de població
La piràmide de població per edats i sexe el 2009 era:
| Homes | Edats   | Dones |
| ----- | ------- | ----- |
| 0     | 95 o +  | 0     |
| 0     | 90 a 94 | 0     |
| 4     | 85 a 89 | 12    |
| 0     | 80 a 84 | 4     |
| 4     | 75 a 79 | 12    |
| 4     | 70 a 74 | 4     |
| 4     | 65 a 69 | 16    |
| 28    | 60 a 64 | 12    |
| 20    | 55 a 59 | 28    |
| 20    | 50 a 54 | 16    |
| 20    | 45 a 49 | 16    |
| 28    | 40 a 44 | 28    |
| 16    | 35 a 39 | 44    |
| 28    | 30 a 34 | 28    |
| 16    | 25 a 29 | 12    |
| 0     | 20 a 24 | 12    |
| 32    | 15 a 19 | 16    |
| 20    | 10 a 14 | 16    |
| 16    | 5 a 9   | 16    |
| 36    | 0 a 4   | 20    |

## Economia
El 2007 la població en edat de treballar era de 524 persones, 412 eren actives i 112 eren inactives. De les 412 persones actives 378 estaven ocupades (203 homes i 175 dones) i 34 estaven aturades (16 homes i 18 dones). De les 112 persones inactives 28 estaven jubilades, 31 estaven estudiant i 53 estaven classificades com a «altres inactius».

### Ingressos
El 2009 a Farges hi havia 304 unitats fiscals que integraven 768,5 persones, la mediana anual d'ingressos fiscals per persona era de 22.983 €.

### Activitats econòmiques
Dels 15 establiments que hi havia el 2007, 1 era d'una empresa extractiva, 4 d'empreses de construcció, 2 d'empreses de comerç i reparació d'automòbils, 2 d'empreses d'hostatgeria i restauració, 1 d'una empresa immobiliària, 3 d'empreses de serveis i 2 d'empreses classificades com a «altres activitats de serveis».
Dels 4 establiments de servei als particulars que hi havia el 2009, 2 eren fusteries, 1 restaurant i 1 agència immobiliària.
L'any 2000 a Farges hi havia 7 explotacions agrícoles que ocupaven un total de 189 hectàrees.

## Equipaments sanitaris i escolars
El 2009 hi havia una escola elemental.

## Poblacions més properes
El següent diagrama mostra les poblacions més properes.